# Александра Гаворска
Александра Гаворска (пољ. Aleksandra Gaworska; Белхатов, 5. новембар 1995) је пољска атлетичарка, која се такмичи у спринтерским дисциплинама и трчању са препонама.

## Споортска биографија
Први успех постигла је 2017. као млађа сениорка када је на Европско првенство У-23 у Бидгошчу, са штафетом 4 х 400 м у саставу: Доминика Мурашевска, Адријана Јанович, Мариола Карас, Гавровка освојила златну медаљу.
Због овог успеха позвана је исте године у сениорску репрезентацију Пољске за Светско првенство у Лондону и освојила је бронзану медаљу. За пољску штафету трчале су: Малгожата Холуб, Ига Баумгарт, Александра Гаворска и Јустина Свјенти.
После Светско првенства 2017. учествовала је и на Летњој универзијади у Тајпеју и такмичила се у две дисциплине трци на 400 м препоне где се пласирала на 7 место, а са штафетом је освојила златну медаљу иако је трчала само у квалификацијама.
Почетком 2018. освојила је сребрну медаљу са штафетом 4 х 400 метара. Штафета је трчаљла у саставу: Јустина Свјенти-Ерсетиц, Патрицја Вићшкјевич, Гаворска и Малгожата Холуб-Ковалик, а постигнути резултат 3:26,09 био је нови рекорд Пољске.

## Значајнији резултати
| Датум | Такмичење                   | Место     | Пласман | Дисциплина    | Време      | Белешка                                  |
| ----- | --------------------------- | --------- | ------- | ------------- | ---------- | ---------------------------------------- |
| 2017  | Европско првенство У-23     | Бидгошч   | 4.      | 400 м препоне | 56,94      |                                          |
| 2017  | Европско првенство У-23     | Бидгошч   |         | 4 x 400 м     | 3:29,66    |                                          |
| 2017  | Светско првенство           | Лондон    |         | 4 x 400 м     | 3:25,41    |                                          |
| 2017  | Универзијада                | Тајпеј    | 4.      | 400 м препоне | 57,25      | [ мртва веза ]                           |
| 2017  | Универзијада                | Тајпеј    |         | 4 x 400 м     | 3:26,75    | Архивирано на веб-сајту (8. август 2019) |
| 2018  | Светско првенство у дворани | Бирмингем |         | 4 x 400 m     | 3:26,09 НР |                                          |

## Лични рекорди
| Дисциплина | Дисциплина   | Резултат | Место   | Датум             |
| ---------- | ------------ | -------- | ------- | ----------------- |
| 400 м      | на отвореном | 52,45    | Бидгошч | 2. јун 2017.      |
| 400 м      | у сали       | 52,63    | Торуњ   | 10. фебруар 2018. |